# Eustrophus bimaculatus
Eustrophus bimaculatus es una especie de coleóptero de la familia Tetratomidae.

## Distribución geográfica
Habita en Zanzíbar (Tanzania).